# Cyphopisthes wallacei
Cyphopisthes wallacei is een keversoort uit de familie Hybosoridae. De wetenschappelijke naam van de soort is voor het eerst geldig gepubliceerd in 1860 door Pascoe.